# Геганії (рід)
Геганії — патриціанський рід у Стародавньому Римі. Вів своє походження від міфічного героя Гіаса, супутника Енея. Це був один з наймогутніших родів міста-держави Альби-Лонги. Після її зруйнування цар Тулл Гостілій переселив все населення міста до Риму, серед переселенців були і Геганії, які були записані патриції. За ранньої Республіки цей рід був впливовим та поважним. Він дав 5 консулів та 1 цензора.
З роду Геганіїв виокремилася фамілія з когноменом Мацерін (лат. Macerinus).

## Найвідоміші Геганії
- Геганія — одна з двох перших весталок Риму при запровадженні цього релігійного інституту царем Нумою Помпілієм.
- Геганія — дружина царя Сервія Туллія[a][1]
- Геганія — дружина царя Тарквінія Пріска[b][1]
- Тіт Геганій Мацерін — консул 492 до н. е.
- Марк Геганій Мацерін (? — після 431 до н. е.)  — консул 447, 443, 437 років до н. е., цензор 435 року до н. е.
- Прокул Геганій Мацерін (V ст. до н. е.) — консул 440 до н. е.
- Марк Геганій Мацерін (IV ст. до н. е.) — військовий трибун з консульською владою 367 року до н. е.
- Луцій Геганій — останній відомий представник роду. Загинув у 100 до н. е. під час заворушень, які влаштував Сатурнін.

## Зауваження
1. ↑  Про неї пише Плутарх
2. ↑  Про неї згадує Діонісій Галікарнаський у IV-7